# Lisa Ekdahlová
Lisa Ekdahlová (* 29. července 1971 Stockholm) je švédská zpěvačka, kytaristka a hudební skladatelka. Věnuje se jazzu a pop music, charakteristický je pro ni dětsky znějící hlas.
Se svým prvním singlem „Vem vet“ pronikla v roce 1994 do hitparády European Hot 100 Singles a získala cenu Rockbjörnen pro švédskou zpěvačku roku. Spolupracovala s jazzovým triem Petera Nordahla, s Rodem Stewartem nazpívala duet „Where or When“, vystupovala také v pařížské Olympii. Její nahrávka L'aurore byla použita ve filmu Myslím, že ji miluji. Účinkovala v televizní soutěži Så mycket bättre.
Jejím prvním manželem byl hudebník Bill Öhrström, s nímž má syna Miltona. Druhým manželem byl Američan Salvadore Poe.

## Diskografie
- 1994: Lisa Ekdahl
- 1996: Med kroppen mot jorden
- 1997: Bortom det blå
- 2000: Lisa Ekdahl Sings Salvadore Poe
- 2004: Olyckssyster
- 2006: Pärlor av glas
- 2009: Give Me That Slow Knowing Smile
- 2014: Look to Your Own Heart
- 2017: När alla vägar leder hem
- 2018: More of the Good